# Ординское сельское поселение
Ординское се́льское поселе́ние — муниципальное образование в Ординском районе Пермского края Российской Федерации.
Административный центр — село Орда.

## История
Статус и границы сельского поселения установлены Законом Пермской области от 10 ноября 2004 года № 1749-360 «Об утверждении границ и о наделении статусом муниципальных образований Ординского района Пермской области»

## Население
| 2010  | 2012  | 2013  | 2014  | 2015  | 2016  | 2017  |
| ----- | ----- | ----- | ----- | ----- | ----- | ----- |
| 6004  | ↘5949 | ↘5944 | ↘5848 | ↘5814 | ↘5778 | ↘5771 |
| 2018  | 2019  |       |       |       |       |       |
| ↘5723 | ↘5620 |       |       |       |       |       |

## Состав сельского поселения
| № | Населённый пункт | Тип населённого пункта       | Население |
| - | ---------------- | ---------------------------- | --------- |
| 1 | Верхний Кунгур   | село                         | 380       |
| 2 | Голухино         | деревня                      | 11        |
| 3 | Грязнуха         | деревня                      | 33        |
| 4 | Журавлево        | село                         | 75        |
| 5 | Курилово         | деревня                      | 22        |
| 6 | Орда             | село, административный центр | ↘5425     |
| 7 | Подзуево         | деревня                      | 63        |
| 8 | Притыки          | деревня                      | 3         |
| 9 | Серкино          | деревня                      | 42        |